# Robin Fryday
Robin Fryday (* in Chicago) ist eine US-amerikanische Filmemacherin von Dokumentarfilmen, die bei der Oscarverleihung 2012 für ihren Film The Barber of Birmingham: Foot Soldier of the Civil Rights Movement  zusammen mit Gail Dolgin für den Oscar in der Kategorie Bester Dokumentar-Kurzfilm nominiert war.

## Leben
Robin Fryday wuchs in Chicago auf und zog nach Kalifornien. Sie hat zwei Kinder.
Vor ihrer Filmkarriere arbeitete Fryday als Fotografin.
Sie ist Mitbegründerin der Bay Area Heart Gallery, einem Zusammenschluss aus Fotografen und Adoptionsagenturen für die Unterstützung von benachteiligten Kindern.

## Filmografie (Auswahl)
- 2011: The Barber of Birmingham: Foot Soldier of the Civil Rights Movement (Dokumentar-Kurzfilm)
- 2014: Riding My Way Back (Dokumentar-Kurzfilm)